# Grand Prix automobile d'Argentine 1958
GP précédent GP suivant
Le Grand Prix d'Argentine 1958 (VI° Gran Premio de la Republica Argentina), disputé sur le circuit Oscar Alfredo Galvez le 19 janvier 1958, est la soixante-cinquième épreuve du championnat du monde de Formule 1 courue depuis 1950 et la première manche du championnat 1958.

## Contexte avant le Grand Prix

### Le championnat du monde
Pour sa cinquième année d'existence, la Formule 1 2,5 litres (moteur 2 500 cm3 atmosphérique ou 750 cm3 suralimenté) a subi deux changements radicaux :
- La première modification porte sur la réglementation technique. Depuis le 1er janvier 1958, l'usage d'un carburant unique est imposé ; les concurrents doivent désormais utiliser le carburant aviation ('Avgas'), similaire à l'essence du commerce mais d'un indice d'octane nettement plus élevé (130, contre un maximum de 100 pour le carburant commercial). Cette règle impose aux motoristes de profondes adaptations, les moteurs étant jusqu'alors alimentés par des carburants à base d'alcool et éventuellement de nitrométhane.
- Le second point concerne l'organisation des Grands Prix : la durée des épreuves est désormais limitée à trois cents kilomètres (contre cinq cents auparavant) et trois heures. Cela permet indirectement un allègement des structures des nouvelles monoplaces, qui disposeront de réservoirs nettement plus petits.
- En outre, la Commission Sportive Internationale (C.S.I.) a créé, en parallèle du championnat des pilotes, une coupe des constructeurs basée sur un barème identique.

La lutte pour le titre mondial 1958 s'annonce très ouverte, le quintuple champion du monde Juan Manuel Fangio semblant disposé à se retirer de la compétition et n'ayant pas prévu de disputer les épreuves européennes ; parmi ses anciens adversaires, les Britanniques Stirling Moss et Mike Hawthorn semblent les mieux à même de lui succéder.

### Le circuit

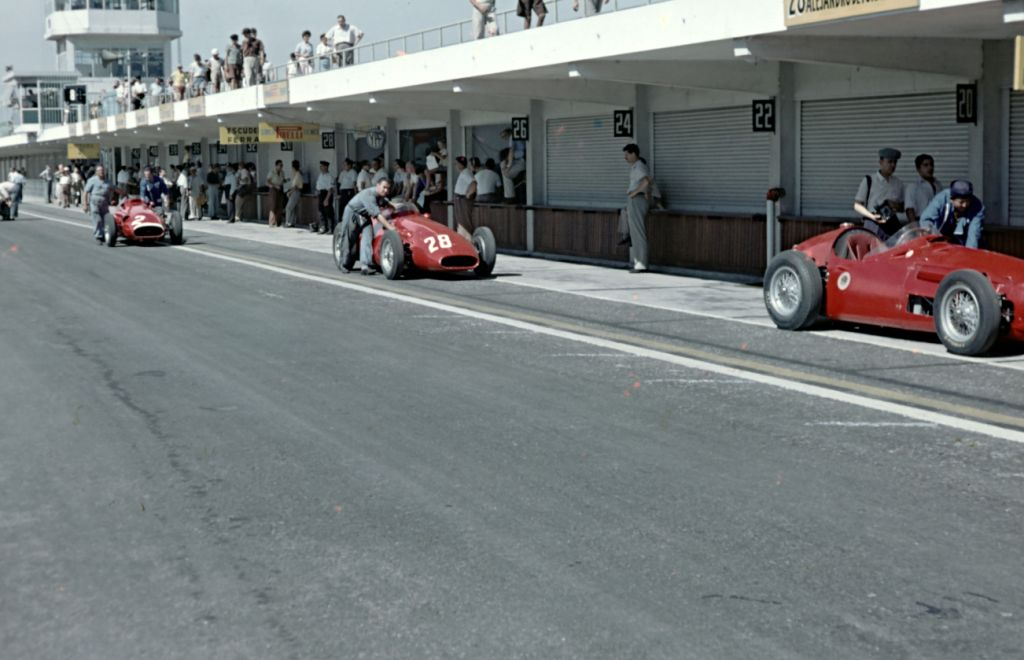
Les stands de l'autodrome du 17 octobre, en 1957.

Situé dans la banlieue est de Buenos Aires, l'Autodrome du 17 octobre, inauguré en 1952, est un circuit aux installations très modernes, permettant de nombreuses configurations. Le tracé numéro 2, utilisé pour le Grand-Prix, est très sinueux et développe près de quatre kilomètres. Le record officiel de la piste est depuis 1957 détenu par Stirling Moss, auteur d'un tour à 134,5 km/h de moyenne au volant de sa Maserati. Véritable héros national, Juan Manuel Fangio a remporté les quatre dernières éditions de cette épreuve.

### L’organisation du Grand Prix d'Argentine

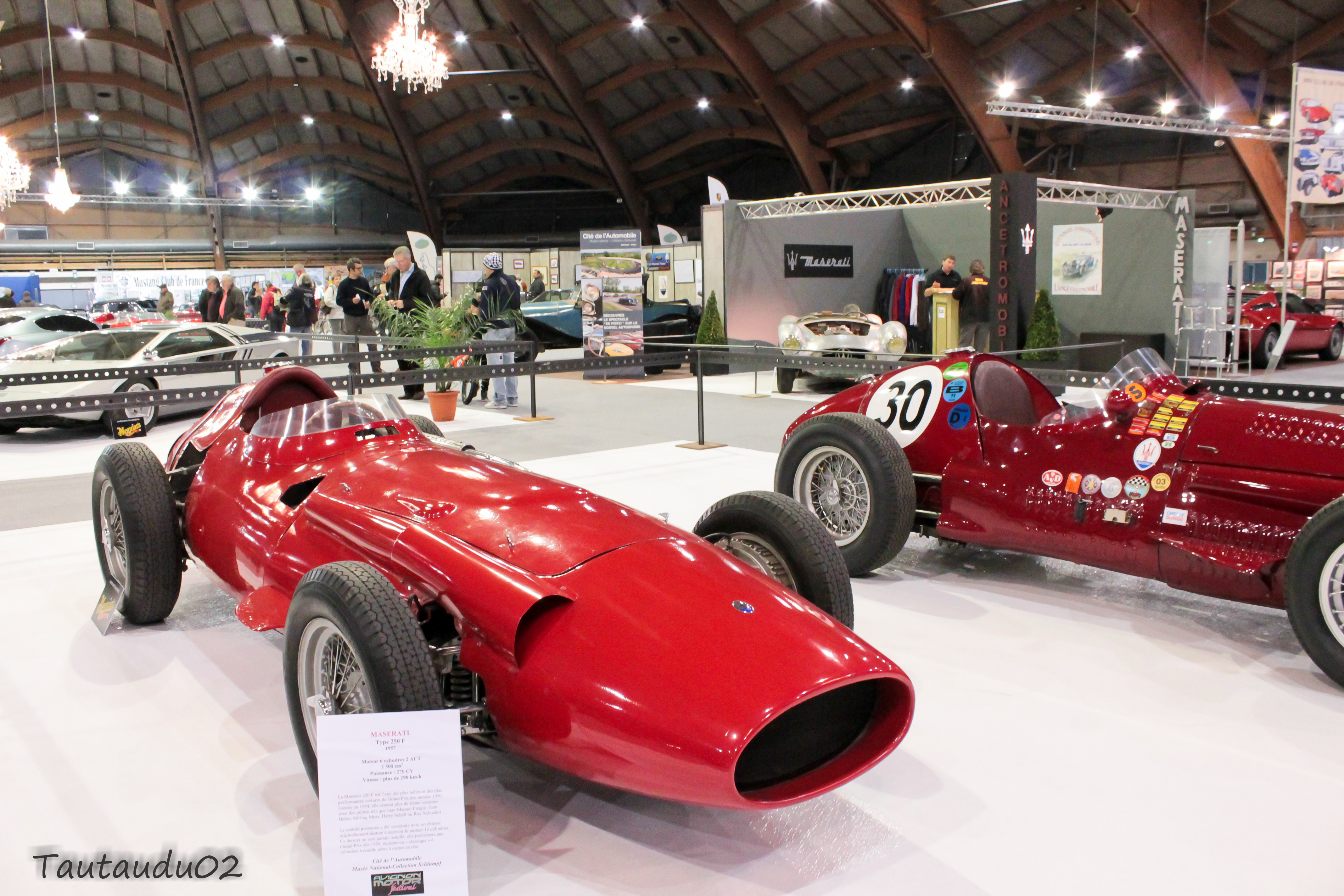
Malgré ses quatre victoires en championnat obtenues l'année précédente avec sa 250 F, Maserati a officiellement renoncé aux Grands Prix.

En ce début d'année 1958, le sport automobile international est au bord de la crise : malgré ses nombreux succès en Formule 1, Maserati a renoncé à la compétition, licencié ses pilotes et vendu la majeure partie de son matériel de course. Chez Vanwall, le patron Tony Vanderwell n'a pas encore confirmé sa participation pour la saison, ses voitures n'étant pas encore adaptées à la nouvelle réglementation. Seules la Scuderia Ferrari et l'équipe BRM ont pour l'instant confirmé leur implication en Grand Prix.
Faisant face à des difficultés financières, les organisateurs du Grand Prix d'Argentine ont été sur le point d'annuler leur épreuve, d'autant que le nombre d'inscriptions est très faible, beaucoup d'écuries n'étant pas préparées à l'utilisation du carburant unique. Les constructeurs britanniques se sont d'ailleurs associés pour demander un report de l'épreuve inaugurale en mars. L'épreuve est finalement maintenue au calendrier, mais la confirmation tardive et la participation restreinte ont conduit la C.S.I. à émettre des réserves sur la validité de l'épreuve dans le cadre du championnat du monde, et à se prononcer sur le sujet deux semaines après la course, lors d'une réunion de la commission à Monaco. Les concurrents prendront donc le départ sans connaître l'enjeu de la course !

## Monoplaces en lice
- Ferrari Dino 246 "Usine"

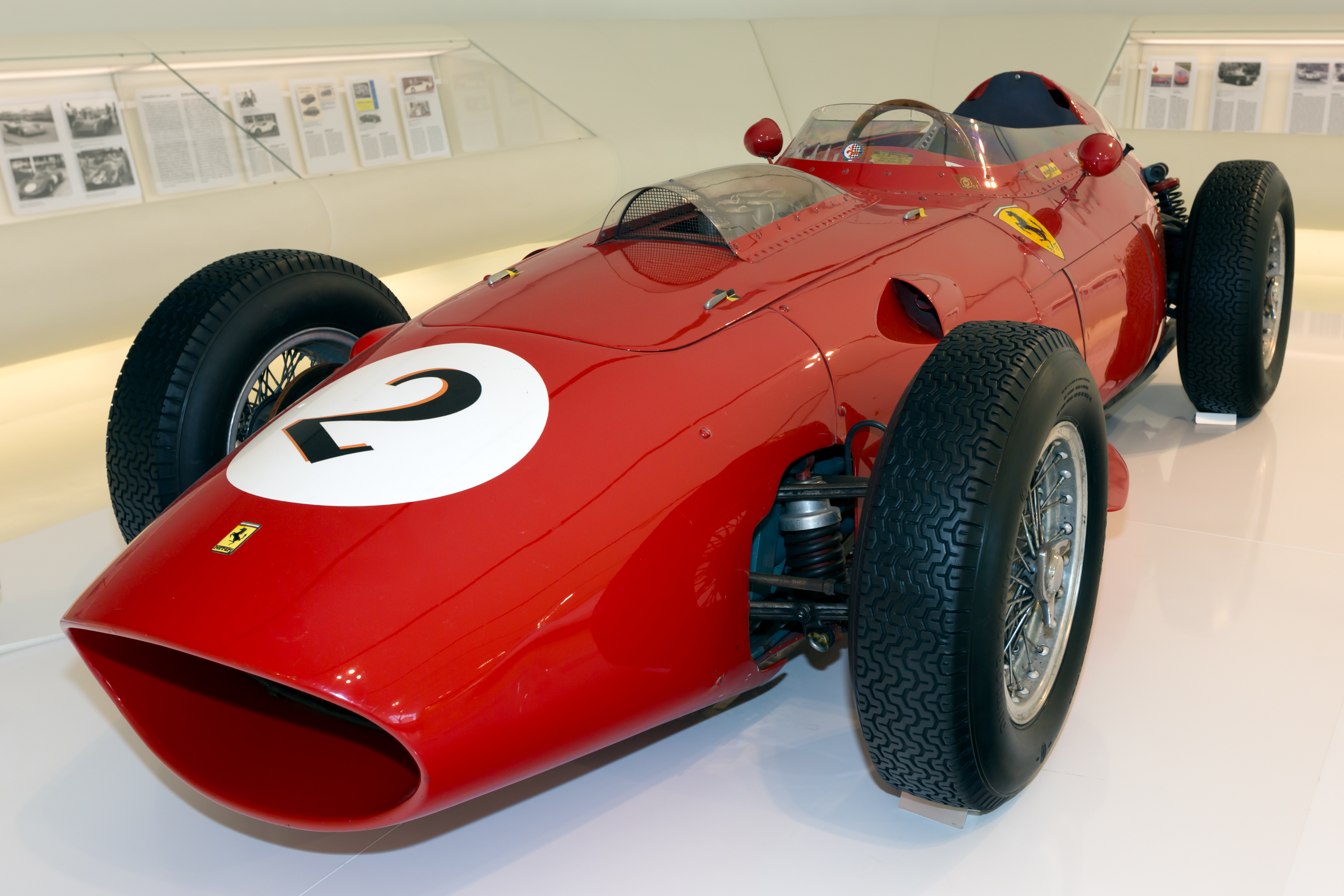
La Ferrari Dino 246.

La Scuderia Ferrari est la seule équipe disposant d'une monoplace conçue en fonction de la nouvelle réglementation. Dérivée de la Dino 156 de Formule 2, la Dino 246, conçue par l'ingénieur Vittorio Jano, est apparue lors du Grand Prix du Maroc 1957, aux mains de Peter Collins qui mena le début de course avant de sortir de la route. Animée par un moteur V6 baptisé Dino en hommage au regretté Dino Ferrari qui avait participé à sa conception, la 246 pèse environ 650 kg, pour une puissance de 285 chevaux à 8 500 tr/min dans sa version 2 400 cm3. La Scuderia a engagé trois voitures pour Luigi Musso, Peter Collins et Mike Hawthorn. Seul ce dernier dispose du nouveau châssis 246, les monoplaces de Musso et Collins étant des 156 F2 de la saison précédente dotées du nouveau moteur F1.
- Maserati 250F

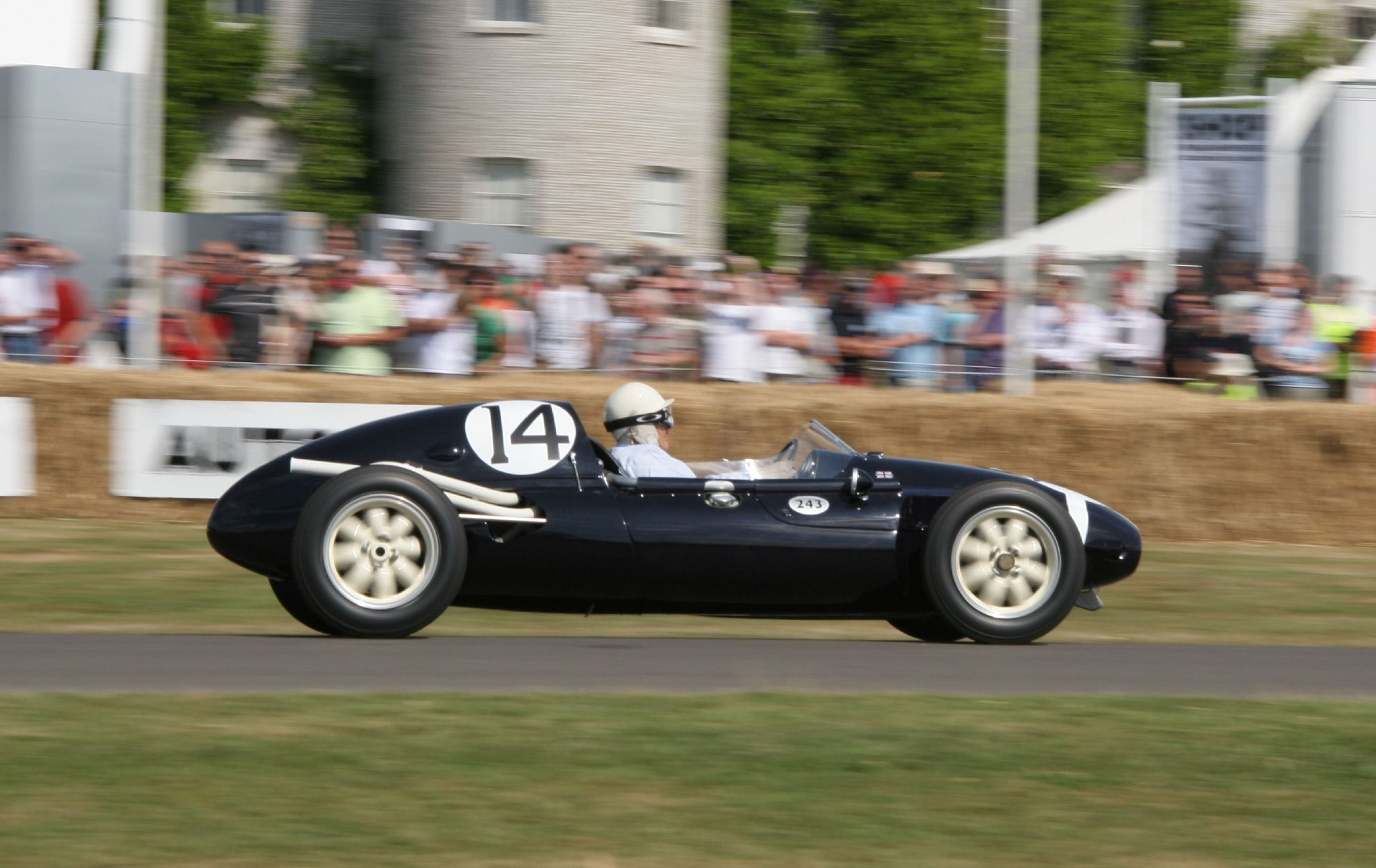
Une Cooper-Climax T43, à moteur central arrière, lors d'une course historique.

Malgré le retrait officiel de la marque, les Maserati sont encore une fois les plus nombreuses en piste. Six 250F à moteur six cylindres en ligne (270 chevaux, 620 kg dans leur version 'Lightweight') ont été engagées. Champion du monde en titre, Juan Manuel Fangio dispose d'une voiture fournie par l'usine mais engagée par la Scuderia Sud Americana, qui aligne une voiture identique pour Carlos Menditéguy. Jean Behra pilote la 250F personnelle de Ken Kavanagh et Harry Schell celle de Joakim Bonnier. Horace Gould et Francisco Godia, engagés à titre privé, disposent de modèles un peu plus anciens.
- Cooper T43

Pilote officiel de l'équipe Vanwall, dont les voitures ne sont pas prêtes, Stirling Moss a été autorisé à piloter une Cooper T43 de l'écurie de Rob Walker. Elle est équipée d'un moteur quatre cylindres Coventry Climax de deux litres de cylindrée, d'une puissance de 175 chevaux à 6 500 tr/min et monté en position centrale arrière, accouplé à une boîte de vitesses Ersa à quatre rapports. Cette petite monoplace a pour principaux atouts sa légèreté (410 kg) et sa maniabilité.

## Coureurs inscrits
| no | Pilote             | Écurie                 | Constructeur | Modèle           | N° châssis | Moteur             | Pneumatiques |
| -- | ------------------ | ---------------------- | ------------ | ---------------- | ---------- | ------------------ | ------------ |
| 2  | Juan Manuel Fangio | Scuderia Sud Americana | Maserati     | Maserati 250F    | 2528       | Maserati L6        | P            |
| 4  | Jean Behra         | Ken Kavanagh           | Maserati     | Maserati 250F    | 2529       | Maserati L6        | P            |
| 6  | Carlos Menditéguy  | Scuderia Sud Americana | Maserati     | Maserati 250F    | 2527       | Maserati L6        | P            |
| 8  | Harry Schell       | Joakim Bonnier         | Maserati     | Maserati 250F    | 2519       | Maserati L6        | P            |
| 10 | Francisco Godia    | Privé                  | Maserati     | Maserati 250F    | 2524       | Maserati L6        | P            |
| 12 | Horace Gould       | Gould's Garage         | Maserati     | Maserati 250F    | 2514       | Maserati L6        | D            |
| 14 | Stirling Moss      | Rob Walker Racing Team | Cooper       | Cooper T43       | F2-7-57    | Coventry Climax L4 | C            |
| 16 | Luigi Musso        | Scuderia Ferrari       | Ferrari      | Ferrari Dino 246 | 156/0011   | Ferrari V6         | E            |
| 18 | Peter Collins      | Scuderia Ferrari       | Ferrari      | Ferrari Dino 246 | 156/0012   | Ferrari V6         | E            |
| 20 | Mike Hawthorn      | Scuderia Ferrari       | Ferrari      | Ferrari Dino 246 | 246/0001   | Ferrari V6         | E            |

## Qualifications

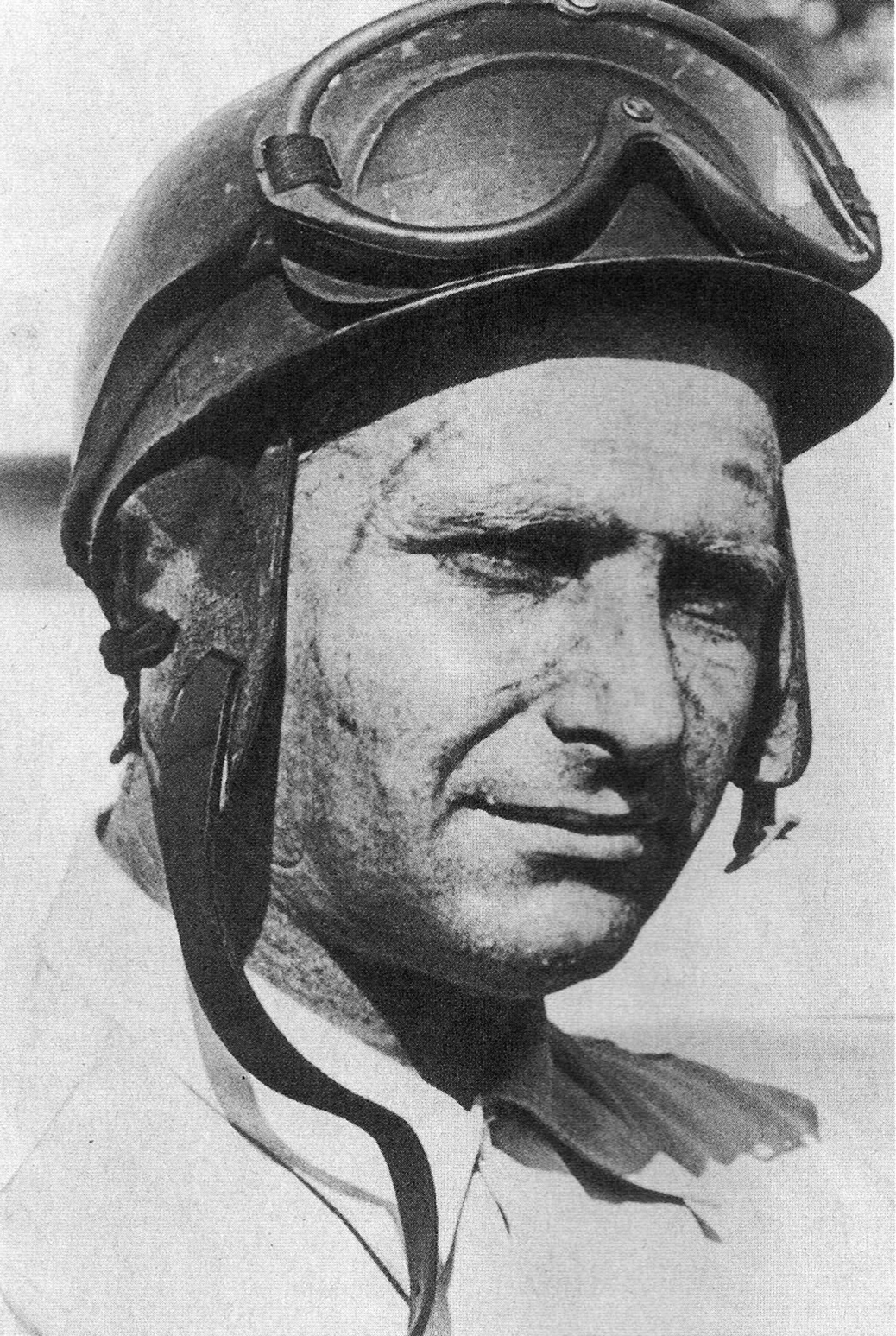
Fangio reste Fangio : malgré des rumeurs de retraite et malgré une 250F en bout de développement, l'ancien s'est montré intraitable lors des trois journées d'essais.

Les séances d'essais qualificatifs se déroulent les jeudi, vendredi et samedi précédant la course. Au volant de sa Maserati, Juan Manuel Fangio domine chacune des trois séances, bouclant son meilleur tour le samedi à plus de 138 km/h de moyenne. Il devance finalement les deux Ferrari de Mike Hawthorn et Peter Collins, qui ont réalisé le même temps, tandis que Jean Behra, quatrième sur sa Maserati, complète la première ligne. Malgré la légère perte de puissance due à l'utilisation du carburant Avgas, Fangio a battu le meilleur temps de qualification obtenu par Stirling Moss l'année précédente. Ce dernier, au volant de la petite Cooper rendant plus de cent chevaux à ses concurrentes, en seulement trois tours lancés et malgré une légère blessure à l’œil gauche, se qualifie à deux secondes de Fangio et s'élancera de l'extérieur de la deuxième ligne.
| Pos. | Pilote             | Écurie   | Temps        | Écart   |
| ---- | ------------------ | -------- | ------------ | ------- |
| 1    | Juan Manuel Fangio | Maserati | 1 min 42 s 0 | -       |
| 2    | Mike Hawthorn      | Ferrari  | 1 min 42 s 6 | + 0 s 6 |
| 3    | Peter Collins      | Ferrari  | 1 min 42 s 6 | + 0 s 6 |
| 4    | Jean Behra         | Maserati | 1 min 42 s 7 | + 0 s 7 |
| 5    | Luigi Musso        | Ferrari  | 1 min 42 s 9 | + 0 s 9 |
| 6    | Carlos Menditeguy  | Maserati | 1 min 43 s 7 | + 1 s 7 |
| 7    | Stirling Moss      | Cooper   | 1 min 44 s 0 | + 2 s 0 |
| 8    | Harry Schell       | Maserati | 1 min 44 s 2 | + 2 s 2 |
| 9    | Francisco Godia    | Maserati | 1 min 49 s 3 | + 7 s 3 |
| 10   | Horace Gould       | Maserati | 1 min 51 s 7 | + 9 s 7 |

## Grille de départ du Grand Prix
| 1re ligne | Pos. 4                      |                          | Pos. 3                       |                                  | Pos. 2                        |                            | Pos. 1                       |
|           | Behra Maserati 1 min 42 s 7 |                          | Collins Ferrari 1 min 42 s 6 |                                  | Hawthorn Ferrari 1 min 42 s 6 |                            | Fangio Maserati 1 min 42 s 0 |
| 2e ligne  |                             | Pos. 7                   |                              | Pos. 6                           |                               | Pos. 5                     |                              |
|           |                             | Moss Cooper 1 min 44 s 0 |                              | Menditéguy Maserati 1 min 43 s 7 |                               | Musso Ferrari 1 min 42 s 9 |                              |
| 3e ligne  |                             |                          | Pos. 10                      |                                  | Pos. 9                        |                            | Pos. 8                       |
|           |                             |                          | Gould Maserati 1 min 51 s 7  |                                  | Godia Maserati 1 min 49 s 3   |                            | Schell Maserati 1 min 44 s 2 |

## Déroulement de la course
Le départ est donné sous un soleil radieux. Au baisser du drapeau, Peter Collins (pilote automobile), ne peut s'élancer, un demi-arbre de sa Ferrari s'étant rompu lorsqu'il a embrayé (sa voiture avait conservé ses demi-arbres de formule 2, trop fragiles pour le moteur F1). Ils ne sont donc plus que neuf à aborder le premier virage, que Jean Behra (Maserati) passe en tête devant Mike Hawthorn (Ferrari) et Juan Manuel Fangio (Maserati), talonnés par Stirling Moss qui a pris un excellent départ sur sa petite Cooper. Ces quatre pilotes repassent dans cet ordre devant les stands, mais dès le début du deuxième tour Hawthorn attaque Behra et prend la tête. Au suivant, Fangio déborde Moss pour le gain de la troisième place et commence à revenir sur Behra, tandis que Luigi Musso (Ferrari) est remonté en cinquième position après avoir dépassé les Maserati d'Harry Schell et de Carlos Menditeguy. Au quatrième tour, Musso passe Moss, dont la boîte de vitesses est bloquée en seconde, et prend la quatrième place. Moss regagne son stand à allure réduite lorsqu'un caillou vient percuter le verrouillage d'embrayage, solutionnant le problème. Moss reprend son rythme et en quelques tours rattrape son retard sur Musso. Fangio commence à hausser la cadence et au huitième tour il déborde son coéquipier Behra. Il remonte alors rapidement sur Hawthorn, qu'il passe deux tours plus tard, s'installant en tête de la course. Il se détache progressivement de Hawthorn, tandis que Moss, qui conduit tout en finesse une monoplace rendant plus de cent chevaux à ses concurrentes, repasse Musso et commence à se rapprocher de Behra. En quelques tours, il rejoint le pilote français, qu'il parvient à dépasser peu après, prenant la troisième place. Devant Fangio a creusé l'écart sur Hawthorn, gêné par un problème de grippage d'un frein avant, et en passe d'être rejoint par Moss. La jonction est faite au vingtième tour et au suivant, à la surprise générale, la petite Cooper est en seconde position à une quinzaine de secondes de Fangio. Informé de la remontée de Moss, le champion du monde accélère et tourne désormais sur un rythme de qualifications : au trentième passage, il porte le record du tour à plus de 138 km/h de moyenne, ayant battu son meilleur temps des essais ! Mais à cette cadence, les pneus arrière de la Maserati de tête se dégradent rapidement, et le champion du monde va devoir s'arrêter pour en changer au début du trente-cinquième tour. Le changement ne s'effectue pas dans les meilleures conditions, l'organisation du stand laissant à désirer. Lorsqu'il redémarre, Fangio a chuté en quatrième position, avec près d'une minute de retard sur Moss, désormais en tête devant Behra et Musso. Egalement retardé par un arrêt au stand pour un problème de pression d'huile, Hawthorn occupe la cinquième place.
L'avance de Moss sur ses poursuivants est alors relativement confortable, mais Behra se montre tout de même menaçant, réduisant régulièrement son retard jusqu'à ce que l'usure excessive de ses pneus arrière ne l'oblige à lever le pied. Le pilote français va devoir procéder à leur remplacement peu après la mi-course, hypothéquant ses chances de victoire. Musso prend alors la seconde place, mais ne tourne pas à une allure susceptible d'inquiéter l'homme de tête, qui a cependant ralenti pour ménager ses pneumatiques. Fangio occupe la troisième place, mais son moteur a tendance à surchauffer (une conséquence de l'utilisation du carburant Avgas sur les Maserati) et le pilote argentin est en passe de se faire dépasser par Hawthorn. Au sein de la Scuderia Ferrari, aucune consigne d'attaque n'est pour l'instant donnée, les dirigeants étant persuadés que Moss devra obligatoirement effectuer un changement de pneus, une opération très longue sur la Cooper qui est équipée de jantes à écrous. Dans le stand de Rob Walker, on donne d'ailleurs tous les signes d'un arrêt imminent. A chaque passage, on guette l'arrêt de Moss, qui a visiblement baissé son allure. Au soixantième tour, son avance sur Musso n'est plus que de trente-trois secondes, la cause paraît entendue. Mais le Britannique ne s'arrête toujours pas. Ménageant ses pneus au maximum par l'adoption d'un style extrêmement coulé, changeant de trajectoire pour utiliser la partie grasse de la piste, il parvient à préserver une mince bande de gomme. Chez Ferrari, on commence à comprendre que Moss va tenter le pari d'aller jusqu'au bout ; l'ordre est donné à Musso et à Hawthorn (qui a passé Fangio) de lancer la chasse, et les deux pilotes s'exécutent aussitôt. Les voitures rouges reprennent près de deux secondes au tour au champion britannique, mais ce dernier, parfaitement renseigné par son chef mécanicien, gère magistralement sa course et va parvenir à franchir la ligne devant ses adversaires, s'imposant avec moins de trois secondes d'avance sur Musso. Contre toute attente, la Cooper privée a triomphé des Ferrari officielles ; c'est la première victoire en Grand-Prix d'une voiture à moteur central arrière depuis 1939, la première dans le cadre du championnat mondial de formule 1.

### Classements intermédiaires
Classements intermédiaires des monoplaces aux premier, troisième, cinquième, huitième, dixième, quinzième, vingtième, vingt-cinquième, trentième, quarantième, cinquantième, soixantième et soixante-dixième tours.

### Classement de la course

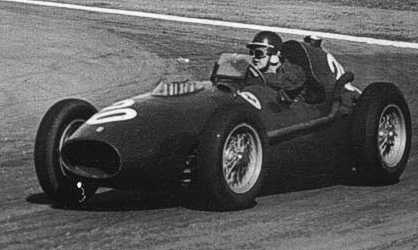
Mike Hawthorn, troisième du Grand Prix

| Pos. | no | Pilote             | Constructeur  | Tours | Temps/Abandon                 | Grille | Points |
| ---- | -- | ------------------ | ------------- | ----- | ----------------------------- | ------ | ------ |
| 1    | 14 | Stirling Moss      | Cooper-Climax | 80    | 2 h 19 min 33 s 7             | 7      | 8      |
| 2    | 16 | Luigi Musso        | Ferrari       | 80    | 2 h 19 min 36 s 4 (+ 2 s 7)   | 5      | 6      |
| 3    | 20 | Mike Hawthorn      | Ferrari       | 80    | 2 h 19 min 46 s 3 (+ 12 s 6)  | 2      | 4      |
| 4    | 2  | Juan Manuel Fangio | Maserati      | 80    | 2 h 20 min 26 s 7 (+ 53 s 0)  | 1      | 4      |
| 5    | 4  | Jean Behra         | Maserati      | 78    | 2 h 21 min 11 s 4 (+ 2 tours) | 4      | 2      |
| 6    | 8  | Harry Schell       | Maserati      | 77    | 2 h 19 min 45 s 1 (+ 3 tours) | 8      |        |
| 7    | 6  | Carlos Menditéguy  | Maserati      | 76    | 2 h 19 min 34 s 1 (+ 4 tours) | 6      |        |
| 8    | 10 | Francisco Godia    | Maserati      | 75    | 2 h 20 min 21 s 8 (+ 5 tours) | 9      |        |
| 9    | 12 | Horace Gould       | Maserati      | 71    | 2 h 19 min 37 s 8 (+ 9 tours) | 10     |        |
| Abd. | 18 | Peter Collins      | Ferrari       | 0     | Transmission                  | 3      |        |

Légende:
- Abd.= Abandon

### Pole position et record du tour
- Pole position :  Juan Manuel Fangio en 1 min 42 s 0 (vitesse moyenne : 138,071 km/h). Temps réalisé lors de la séance d'essais du samedi 18 janvier[9].
- Meilleur tour en course :  Juan Manuel Fangio en 1 min 41 s 8 au trentième tour (vitesse moyenne : 138,342 km/h).

### Tours en tête
- Jean Behra : 1 tour (1)
- Mike Hawthorn : 8 tours (2-9)
- Juan Manuel Fangio : 25 tours (10-34)
- Stirling Moss : 46 tours (35-80)

## Classement général à l'issue de la course
- attribution des points : 8, 6, 4, 3, 2 respectivement aux cinq premiers de chaque épreuve et 1 point supplémentaire pour le pilote ayant accompli le meilleur tour en course (signalé par un astérisque).
- pour la coupe des constructeurs, même barème mais seule la voiture la mieux classée de chaque équipe inscrit des points. Le point du meilleur tour en course n'est pas comptabilisé.
- Le règlement permet aux pilotes de se relayer sur une même voiture, les points éventuellement acquis étant alors perdus pour pilotes et constructeur[9].

| Pos. | Pilote             | Écurie   | Points | ARG | MON | NL | 500 | BEL | FRA | GBR | ALL | POR | ITA | MAR |
| ---- | ------------------ | -------- | ------ | --- | --- | -- | --- | --- | --- | --- | --- | --- | --- | --- |
| 1    | Stirling Moss      | Cooper   | 8      | 8   |     |    |     |     |     |     |     |     |     |     |
| 2    | Luigi Musso        | Ferrari  | 6      | 6   |     |    |     |     |     |     |     |     |     |     |
| 3    | Mike Hawthorn      | Ferrari  | 4      | 4   |     |    |     |     |     |     |     |     |     |     |
|      | Juan Manuel Fangio | Maserati | 4      | 4*  |     |    |     |     |     |     |     |     |     |     |
| 5    | Jean Behra         | Maserati | 2      | 2   |     |    |     |     |     |     |     |     |     |     |

| Pos. | Écurie        | Points | ARG | MON | NL | 500 | BEL | FRA | GBR | ALL | POR | ITA | MAR |
| ---- | ------------- | ------ | --- | --- | -- | --- | --- | --- | --- | --- | --- | --- | --- |
| 1    | Cooper-Climax | 8      | 8   |     |    |     |     |     |     |     |     |     |     |
| 2    | Ferrari       | 6      | 6   |     |    |     |     |     |     |     |     |     |     |
| 3    | Maserati      | 3      | 3   |     |    |     |     |     |     |     |     |     |     |

## À noter
- 7e victoire en championnat du monde pour Stirling Moss.
- 1re victoire en championnat du monde pour l'écurie privée Rob Walker Racing Team.
- 1re victoire en championnat du monde pour Cooper en tant que constructeur.
- 1re victoire en championnat du monde pour Climax en tant que motoriste.
- 1re victoire en championnat du monde d'une voiture à moteur arrière.
- Afin de protester contre le manque de temps pour se préparer à la nouvelle réglementation imposant l'usage du carburant Avgas, les équipes officielles britanniques ont boycotté le Grand Prix et ont déposé une réclamation auprès de la FIA afin que l'épreuve argentine ne soit pas retenue pour le championnat du monde. La réclamation sera retirée à l'issue de la course, remportée par une équipe privée britannique[10].
- Laissé libre de défendre ses chances par Vanwall, qui ne participe pas à l'épreuve, Moss s'impose sur une Cooper de l'écurie Rob Walker.
- C'est le Grand Prix de championnat du monde avec le plus petit nombre de participants (10 pilotes au départ).